# Еталон змішаного буково-смерекового з домішкою ялиці насадження
Еталон змішаного буково-смерекового з домішкою ялиці насадження — ботанічна пам'ятка природи місцевого значення. Об'єкт розташований на території Надвінянського району Івано-Франківської області, Довжинецьке лісництво, квартал 67, виділ 20.
Площа — 5,8000 га, статус отриманий у 1993 році.